# Случай в тайге
«Слу́чай в тайге́» — советский приключенческий фильм режиссёров  Юрия Егорова и Юрия Победоносцева. 
Премьера фильма состоялась 1 мая 1954 года.

## Сюжет
В сибирское промысловое хозяйство из столицы приезжает молодой учёный-зоолог Андрей Сазонов (Борис Битюков) для внедрения разработанного им метода разведения соболя. Андрей уличает лучшего охотника хозяйства Фёдора Волкова (Александр Антонов) в браконьерстве, и тот уходит из промхоза. Сазонов оказывается в трудном положении.

## В ролях
- Римма Шорохова — Елена Седых, молодая специалистка-охотовед
- Борис Битюков — Андрей Сазонов, молодой учёный-зоолог
- Александр Антонов — Фёдор Волков, лучший охотник района, бригадир
- Анатолий Кубацкий — Никита Степанович, охотник-браконьер
- Гомбожап Цыдынжапов — Богдуев, председатель промхоза
- Муза Крепкогорская — Катя Волкова, дочь Фёдора Волкова

## Съёмочная группа
- Сценарист: Людмила Иванусьева
- Режиссёры-постановщики: Юрий Егоров, Юрий Победоносцев
- Художественный руководитель: Сергей Герасимов
- Операторы-постановщики:  Жозеф Мартов, Игорь Шатров
- Композитор: Николай Будашкин